# 천하무적 토요일
《천하무적 토요일》은 2009년 4월 25일부터 2010년 12월 25일까지 방송되었던 예능 프로그램이다.

## 방송 코너 (출연진)
- 천하무적 야구단 (2009년 4월 25일 ~ 2010년 12월 25일) : 천무단 멤버들
- 삼촌이 생겼어요 (2009년 4월 25일 ~ 2009년 9월 5일) : 왕석현, 이휘재

## 내레이션
- 천하무적 야구단 : 양희경, 양희은
- 삼촌이 생겼어요 : 메이비

## 타이틀 변천사
| 기수 | 타이틀                 | 방송 기간                           |
| ---- | ---------------------- | ----------------------------------- |
| 1기  | 쇼 토요특급            | 1990년 6월 16일 ~ 1991년 5월 18일   |
| 2기  | 토요 대행진            | 1991년 5월 25일 ~ 1992년 10월 3일   |
| 3기  | 전원집합 토요대행진    | 1992년 10월 10일 ~ 1993년 10월 16일 |
| 4기  | 토요일 7시가 좋다      | 1994년 10월 15일 ~ 1995년 4월 29일  |
| 5기  | 출발 토요대행진        | 1995년 5월 6일 ~ 1996년 3월 2일     |
| 6기  | 토요일 전원출발        | 1996년 3월 9일 ~ 1998년 2월 14일    |
| 7기  | 자유선언 오늘은 토요일 | 1998년 10월 17일 ~ 2001년 4월 28일  |
| 8기  | 쇼 여러분의 토요일     | 2001년 5월 5일 ~ 2001년 11월 3일    |
| 9기  | 자유선언 토요대작전    | 2001년 11월 10일 ~ 2003년 11월 1일  |
| 10기 | 천하무적 토요일        | 2009년 4월 25일 ~ 2010년 12월 25일  |
| 11기 | 자유선언 토요일        | 2011년 6월 4일 ~ 2012년 3월 31일    |

## 같이 보기
- 자유선언 토요일
- 헬로 베이비

| KBS 2TV 토요일 저녁 6시대 프로그램                                            | KBS 2TV 토요일 저녁 6시대 프로그램                   | KBS 2TV 토요일 저녁 6시대 프로그램               |
| 이전 작품                                                                     | 작품명                                               | 다음 작품                                        |
| ----------------------------------------------------------------------------- | ---------------------------------------------------- | ------------------------------------------------ |
| 스펀지 (2003년 11월 8일 ~ 2009년 4월 18일) (이후 토요일에서 금요일 편성 이동) | 천하무적 토요일 (2009월 4월 25일 ~ 2010년 12월 25일) | 명 받았습니다 (2011년 1월 1일 ~ 2011년 5월 28일) |